# Murray Pierce
Murray James Pierce (Timaru, 1 de noviembre de 1957) es un agente de policía y exrugbista neozelandés que se desempeñaba como segunda línea. Fue internacional con los All Blacks de 1985 a 1989.

## Carrera
Debutó en primera con el equipo de la policía neozelandesa y llegó a la titularidad de Combined Services, el equipo unificado de todas las fuerzas de seguridad. Allí fue compañero del también destacado John Gallagher.
También se involucró en el triste rugby union y apartheid, cuando aceptó la oferta de Ian Kirkpatrick y se unió a los New Zealand Cavaliers entrenados por Colin Meads. El seleccionado kiwi, no validado por New Zealand Rugby públicamente, enfrentó a los poderosos Springboks en tierra africana.

## Selección nacional
Brian Lochore lo convocó a los All Blacks para la ventana de mitad de año 1985 y debutó contra la Rosa, siendo visto inmediatamente como el noble reemplazante del veterano Andy Haden. Un año antes el técnico Bryce Rope lo había seleccionado a partidos de entrenamiento (no oficiales) y en total jugó 28 de estos hasta su retiro.
La llegada del estricto Alex Wyllie a la conducción, puso fin a su trayectoria internacional cuando fue reemplazado por la joven estrella Ian Jones. En total disputó 26 partidos de prueba, todos como titular y no marcó puntos.

### Participaciones en Copas del Mundo
Lochore lo seleccionó para Nueva Zelanda 1987 como titular indiscutido. Formó junto a Gary Whetton y jugó todas, excepto una por descanso, las pruebas e incluso la final del campeonato.
| Mundial                       | Sede          | Resultado | PJ | Tries |
| ----------------------------- | ------------- | --------- | -- | ----- |
| Copa Mundial de Rugby de 1987 | Nueva Zelanda | Campeón   | 5  | 0     |

## Palmarés
- Campeón de la Copa Bledisloe de 1985, 1987, 1988 y 1989.
- Campeón del National Provincial Championship de 1986.